# Kyō, koi o hajimemasu
Kyō, koi o hajimemasu (今日、恋をはじめます?) è un manga shōjo di Kanan Minami. Ha iniziato la sua serializzazione sulla rivista Shōjo Comic della Shogakukan a partire da febbraio 2007, e si è concluso a febbraio 2014, con un totale di 15 volumi pubblicati. È stato adattato in una serie di OAV composta da due episodi nel 2010. Inoltre, nel 2012 ne è stato tratto anche un film live-action, con Emi Takei che interpreta la parte del protagonista femminile e con Tōri Matsuzaka che interpreta la parte del protagonista maschile.

## Trama
Tsubaki è una ragazza che ama pettinare la sorella ogni mattina, ma non cura affatto la sua acconciatura. Il giorno del suo ingresso al liceo si trova seduta accanto al peggior elemento della scuola: Kyouta. Il ragazzo inizia subito ad infastidirla e lei per sfuggire alla sua presa gli taglia una ciocca di capelli. Kyouta le giura vendetta e le dice che riuscirà a farsi ripagare, in tutta risposta Tsubaki, dopo un tafferuglio, per scusarsi, gli aggiusta l'acconciatura. Kyouta ora giura che riuscirà a farla diventare la sua donna.

## Media

### Manga
Durante la creazione del manga, Minami ha deciso di disegnare una storia d'amore tra una "ragazza normale" e un "ragazzo figo".
Kyō, koi o hajimemasu originariamente è stato serializzato sulla rivista Shōjo Comic della Shogakukan nel febbraio del 2007 e concluso nel 2014. Successivamente i 15 tankōbon del manga sono stati pubblicati sotto l'etichetta Flower Comics. Inoltre, uno speciale drama-CD con una rievocazione vocale del primo capitolo è stato incluso nel numero di giugno 2008 di Shōjo Comic e caratterizzato Rina Satō come Tsubaki Hibino e Takashi Kondō come Kyouta Tsubaki.

### Anime
Il 5 aprile 2010, Shōjo Comic ha annunciato un adattamento anime del manga, sotto forma di OAV, che è stato pubblicato il primo episodio in DVD con il nono volume del manga il 25 giugno 2010. La serie di OAV è stata prodotta da J.C.Staff e diretta da Shigeyasu Yamauchi. Dopo il primo episodio, il secondo episodio è stato pubblicato il 23 ottobre 2010. La sigla d'apertura è If di French Kiss.

### Light novel
Una light novel intitolata Kyō, koi o hajimemasu: Hatsukoi no prelude (今日、恋をはじめます 初恋のプレリュード?, Kyō, koi o hajimemasu: Hatsukoi no preryūdo) è scritta da Yunoka Takase e illustrata dalla stessa Minami. La storia racconta gli eventi di Kyō, koi o hajimemasu attraverso la prospettiva di Kyouta. È stata pubblicata il 26 febbraio 2010.

### Film live-action
Un film live-action basato sulla serie è stato annunciato nel numero di dicembre 2011 di Sho-Comi. Il film ha interpreti Emi Takei come Tsubaki Hibino e Tōri Matsuzaka come Kyouta Tsubaki. Le riprese sono iniziate a gennaio 2012. Successivamente il film è stato proiettato l'8 dicembre 2012.
- Emi Takei
- Tōri Matsuzaka
- Fumino Kimura
- Sho Aoyagi
- Kento Yamazaki
- Yua Shinkawa
- Rin Takanashi
- Erina Dawkins
- Reiko Fujiwara
- Saki Takaoka
- Hiroaki Murakami
- Yumi Asou
- Hatsunori Hasegawa